# Lungtok Gyatso
Lungtok Gyatso, detto anche Lungtog Gyatso o Luntok Gyatso (Dan Chokhor, 1º dicembre 1806 – 6 marzo 1815), è stato un monaco buddhista tibetano, nono Dalai Lama.

## Biografia
Nacque il 1º dicembre 1806 a Dan Chokhor, un piccolo villaggio nel Kham, poco distante dal Monastero di Choekor, da Tenzin Choekyong e Dhondup Dolma. La sua nascita fu accompagnata da molti buoni presagi.
Nel 1807, ad appena un anno, fu tra gli almeno due candidati riconosciuti dai lama e dagli oracoli predisposti dal governo di Lhasa alla ricerca della reincarnazione dell'VIII Dalai Lama. Il primo bambino fu portato al Monastero di Gungtang, nei pressi di Lhasa, dove fu esaminato dagli alti dignitari della teocrazia tibetana in presenza di una delegazione di amban, i rappresentanti dell'imperatore della Cina. Tale candidato fu però respinto dagli esperti, che dunque rivolsero la propria attenzione al fanciullo di Dan Chokhor, che dopo le tradizionali analisi fu confermato dal VII Panchen Lama come la reincarnazione cercata.
Il bambino fu dunque scortato trionfalmente a Lhasa nel mezzo di grandi cerimonie, e nel 1810 fu incoronato al Potala, durante una fastosa funzione durante la quale fu assiso sul Trono d'Oro del Governo del Ganden-Po-drang. Il VII Panchem Lama lo ribattezzò Lobzang Tenpai Wangchuk Lungtok Gyatso. Nello stesso anno, l'anziano Reggente, Tatask Ngawang Gonpo, morì lasciando la carica al Demo Tulku Ngawang Lozang Tubten Jingme Gyatso.
Due anni dopo, poco dopo aver ricevuto i voti di monaco novizio dal Panchen Lama il 22 settembre 1812, ricevette l'esploratore britannico Thomas Manning, appena arrivato a Lhasa, e che in seguito descrisse l'incontro in termini molto intensi: «La bellezza e la particolarità del volto del Lama attirarono tutta la mia attenzione. Aveva i modi semplici e genuini di un bambino aristocratico particolarmente educato. Il suo volto mi parve teneramente bello, denotava un che di allegro e gioioso. Rimasi molto impressionato dall'incontro con il Lama: avrei potuto commuovermi per la stranezza di quella sensazione.».
I principali precettori del Dalai Lama bambino furono Yeshe Gyatso, Ngwang Nyandak, sessantaseiesimo Ganden Tripa, e Jangchub Chopel, che in seguito sarebbe divenuto sessantanovesimo Ganden Tripa. Essi ribadirono più volte che il giovane discepolo aveva grande interesse per gli studi di Dharma, accompagnato peraltro da un'acuta comprensione, e che sapeva memorizzare facilmente lunghi testi. Molti dignitari intravedevano un grande futuro per lui e auspicavano un'era di grandezza per il Tibet sotto il suo regno; tuttavia la salute del piccolo dio-re d' un tratto si fece malferma, fino a che morì per un attacco di raffreddore il 6 marzo 1815, in occasione della festa di Monlam, a soli otto anni.